# Smithville-Sanders
Smithville-Sanders – jednostka osadnicza w Stanach Zjednoczonych, w stanie Indiana, w hrabstwie Monroe.